# Instituto Normal de Enseñanza Técnica
El Instituto Normal Enseñanza Técnica también conocido por sus siglas INET, es una institución educativa terciaria pública perteneciente al Consejo de Formación en Educación única especializada en Maestros Técnicos y Profesores Técnicos para la Universidad del Trabajo del Uruguay. Está ubicada en la Aguada de Montevideo, Uruguay.

## Historia
Fue fundada en 1962, con el objetivo de formar maestros técnicos para desempeñarse como docentes en la Universidad del Trabajo del Uruguay (UTU), con cursos de cuatro años de duración.
Tenía como antecedentes los Cursos Normales para la Formación de Maestros Industriales creados en 1919 y los cursos magisteriales del Hogar implementados en 1935.
En 1973 pasa a depender del Consejo Nacional de Educación (CONAE), debido al proceso de control de la educación por parte del gobierno militar.
En 1996 fue suspendida la formación de maestros técnicos y en 1998 se inicia la formación de Profesores Técnicos, con el objetivo de formar a profesionales universitarios para su trabajo docente para los Bachilleratos Tecnológicos de la UTU.
En el año 2006, el INET no tuvo oferta académica, en ese año se propuso el abordaje y rediseño del instituto para ajustar los nuevos desafíos que imputaba el desarrollo social y económico en el país. En ese momento,  debía atender varias necesidades y redefinir perfiles en materia de formación docente, partiendo de la premisa de la profesionalidad de la docencia.
El INET se aprestaba a iniciar una nueva etapa, en cuyo marco promovería la profundización de los vínculos interinstitucionales con el Consejo de Educación Técnico Profesional, la Universidad de la República y los agentes vinculados al desarrollo nacional del país.  En ese contexto, se podrían garantizar importantes avances en materia de innovación científica y tecnológica.
En el año 2007 se crean en INET, cuatro carreras de Maestros Técnicos: Electrotecnia, Electrónica, Mecánica Industrial, y Mecánica Automotriz. En el año 2008 se crea una nueva carrera: Profesorado de Informática.
Para el relanzamiento del proyecto pedagógico, se efectuaron varias obras edilicias y se incorporó equipamiento nuevo, la que fue inaugurada a fines de 2009.
En el 2015 inició el desarrollo de las varias de estas carreras en modalidad  semipresencial para el cursado de estudiantes de todo el país.

## Carreras
El INET ofrece distintas carreras teniendo en cuenta las necesidades de la sociedad:
- Maestro Técnico, Profesor Técnico y Educador Técnico para desempeñarse en la educación tecnológica o formación profesional de nivel medio básico, medio superior o terciario no universitario según el Plan 2017 vigente:
  - Administración
  - Contabilidad y Economía
  - Carpintería
  - Construcción
  - Electrónica
  - Electrotecnia
  - Tecnologías Digitales
  - Mecánica Industrial
  - Mecánica Automotriz
  - Diseño e Indumentaria
  - Redes y Telecomunicaciones
  - Electricidad Automotriz
  - Producción Vegetal
  - Producción Animal

- Profesorado de Informática, para desempeñarse en como Profesor de Educación Media.[3]

A partir del 2014, se abrieron nuevas carreras: